# Derecha histórica
El grupo de Derecha (en italiano: Destra), posteriormente llamado Derecha histórica (en italiano: Destra storica) por los historiadores para distinguirlo de los grupos de derecha del siglo XX, fue un grupo parlamentario centrista, conservador, liberal, clásico y monarquista italiano durante la segunda mitad del siglo XIX. A partir de 1876, la Derecha histórica constituyó la oposición constitucional a los gobiernos de la Izquierda histórica. Se originó en la convergencia de la facción más liberal de la derecha moderada y el ala moderada de la izquierda democrática. El partido incluía a hombres de orígenes culturales, de clase e ideológicos heterogéneos, que iban desde el liberalismo individualista anglosajón hasta el liberalismo neohegeliano, así como liberales conservadores, desde estrictos laicistas hasta reformistas de orientación más religiosa. Pocos primeros ministros después de 1852 fueron partidarios; en cambio, aceptaron el apoyo donde podían encontrarlo, e incluso los gobiernos de la Derecha histórica durante la década de 1860 incluyeron a izquierdistas de alguna manera.
La derecha representaba los intereses de la burguesía del norte y la aristocracia del sur. Sus miembros eran en su mayoría grandes terratenientes, industriales y personas relacionadas con el ejército. En cuestiones económicas, la derecha apoyó políticas de libre comercio y laissez-faire, mientras que en cuestiones sociales favoreció un gobierno central fuerte, el servicio militar obligatorio y durante la era Cavour la Ley de Garantías secular, lo que provocó la política de abstención del Papa Pío IX. En las relaciones exteriores, su objetivo era la unificación de Italia, apuntando principalmente a una alianza con el Imperio Británico y el Imperio Francés, pero a veces también con el Imperio Alemán contra Austria-Hungría.

## Historia

### Orígenes

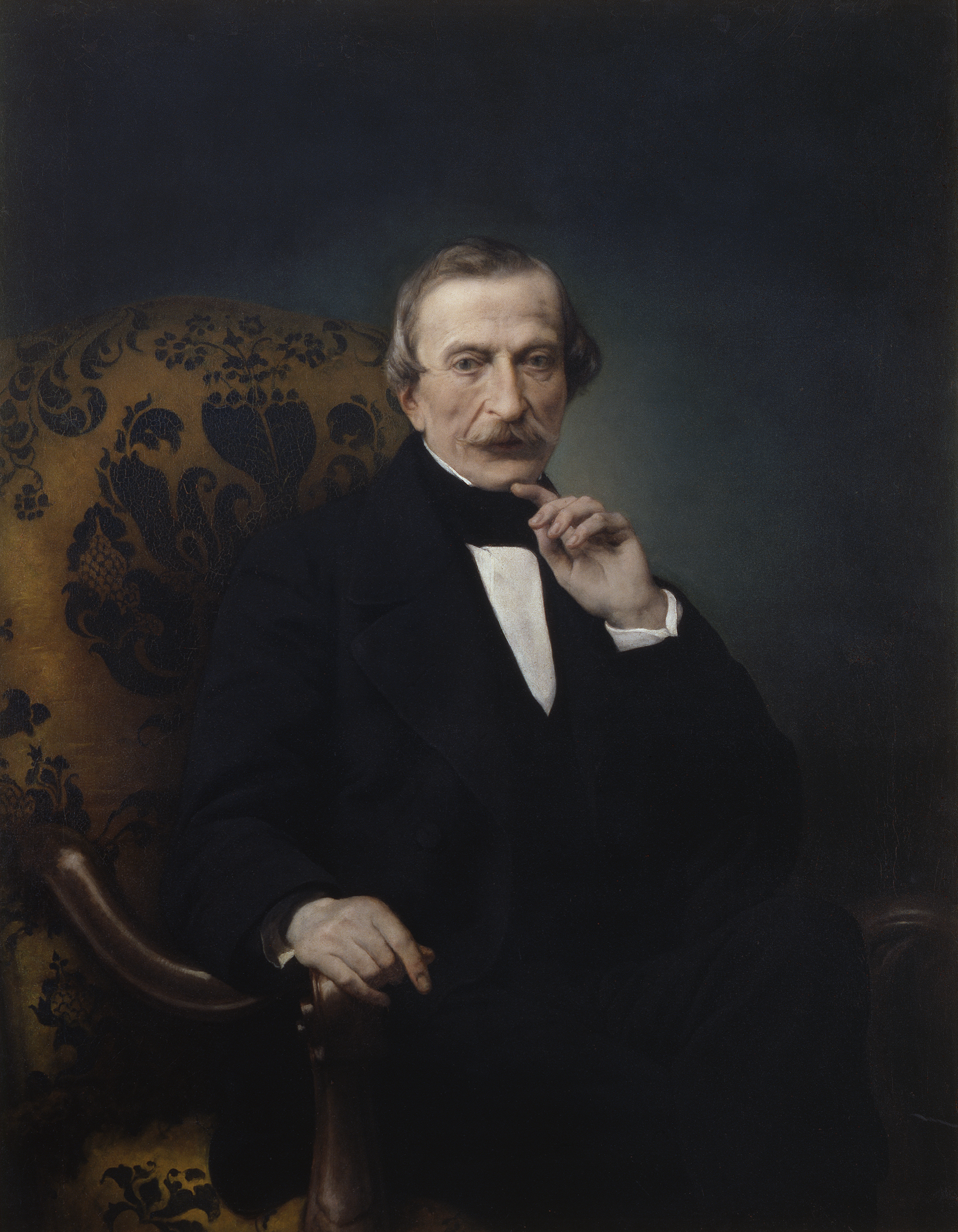
Massimo D'Azeglio

Los orígenes de la Derecha histórica se encuentran en la facción de derecha del Parlamento de Cerdeña, establecido en 1849. La Derecha estaba en ese momento dirigida por Massimo d'Azeglio, quien también era un representante del movimiento moderado que intentó unificar Italia como una federación de estados. Como la derecha dominaba el Parlamento, D'Azeglio fue nombrado primer ministro de Cerdeña por el rey Victor Emmanuel II. Sin embargo, hubo tensiones dentro del grupo causadas por la asertividad de D'Azeglio hacia la Iglesia Católica y al Rey. Las tensiones hicieron que el grupo se dividiera en dos facciones separadas:
- Los conservadores, encabezados por D'Azeglio, Luigi Cibrario, el general La Marmora y Carlo Bon Compagni, que apoyaron compromisos con la Iglesia y una lenta unificación italiana.
- Los liberales, encabezados por Cavour, Luigi Carlo Farini y Giovanni Galvagno, que apoyaron la expropiación de los bienes de la Iglesia, un papel menor del rey en el gobierno y la intervención francesa para lograr la unificación italiana.

En mayo de 1852, Cavour y sus partidarios abandonaron el grupo de derecha y avanzaron hacia la izquierda moderada dirigida por Urbano Rattazzi. El dúo Rattazzi-Cavour hizo una alianza (llamada peyorativamente "un matrimonio"), formando un grupo centrista llamado Connubio. D'Azeglio se vio obligado a dimitir en noviembre de 1852 y Cavour fue nombrado por el rey como nuevo primer ministro, poniendo fin a la fase sarda de la derecha.

### Unificación y gobiernos

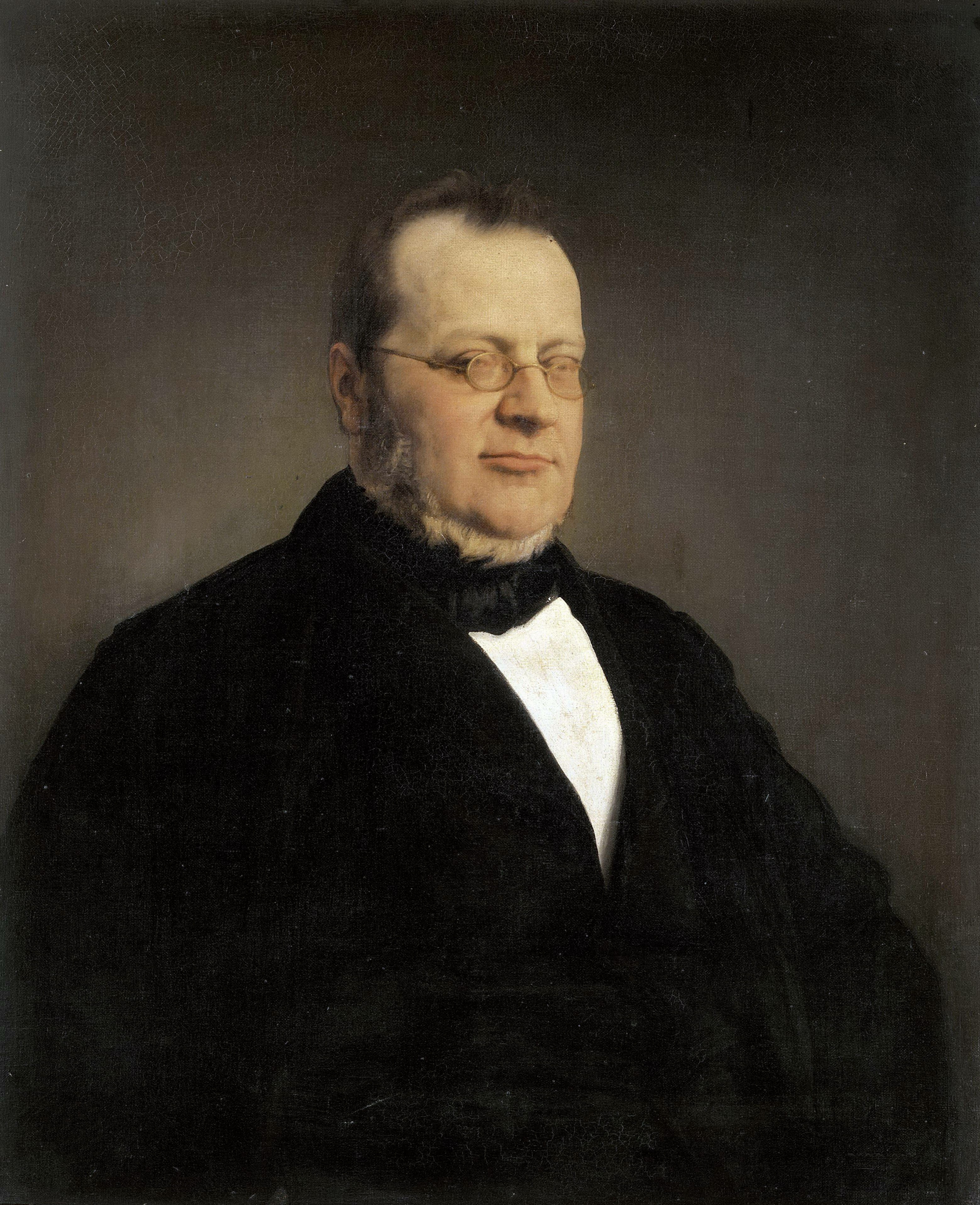
Camillo Benso

En 1861, Italia se unió como Reino bajo la Casa de Saboya. Cavour, que fue primer ministro de Cerdeña desde noviembre de 1852 con breves interrupciones, se convirtió en el primer primer ministro de Italia. Durante el primer año después de la unificación, Cavour se volvió más conservador ya que muchos radicales y republicanos se negaron a reconocer al nuevo gobierno, pero en cambio reconocieron al Ejército del Sur dirigido por Giuseppe Garibaldi. Temiendo una revolución democrática, Cavour se acercó al nuevo grupo de derecha en el Parlamento italiano y lo dirigió hasta su muerte prematura en junio de 1861. Las políticas de Cavour fueron parcialmente continuadas por sus sucesores alineados con el grupo de derecha como Luigi Farini, Bettino Ricasoli y Marco Minghetti. A partir de 1861, el gobierno de derecha siguió una política de equilibrio presupuestario mantenido con austeridad y altos impuestos. Los impuestos, especialmente el impuesto a los cereales, eran impopulares entre las clases rurales y medias. Como resultado, la derecha perdió progresivamente su apoyo. Con eso, la derecha se dividió, con los liberales del norte originales apoyando los impuestos y los conservadores del sur recién llegados que se oponían a la modernización y los impuestos.
En la década de 1870, en una época de crecientes tensiones dentro de los gobiernos de derecha, el grupo se dividió en diferentes facciones por objetivos específicos y composición territorial:
- La camarilla emiliana liderada por Marco Minghetti que representa el parroquialismo emiliano, además de apoyar el proteccionismo, el liberalismo moderado, y la alineación con Alemania.[24][25][26]
- La camarilla piamontesa liderada por Giovanni Lanza que representa el parroquialismo piamontés, apoya el liberalismo y una política exterior francófila moderada.[27][28]
- La camarilla toscana liderada por Ubaldino Peruzzique representa el parroquialismo toscano, favorable al liberalismo y la modernización. Hostil a Minghetti, pero vago hacia la izquierda.[29][30]
- La camarilla lombarda liderada por Cesare Correnti que representa al parroquialismo lombardo junto con los centristas y secularistas y los favorables a la cooperación con la izquierda.[30][31]

El 25 de marzo de 1876, el primer ministro Marco Minghetti se vio obligado a dimitir tras la llamada Revolución Parlamentaria. La izquierda, junto con miembros disidentes de la derecha, puso al gobierno en minoría por la cuestión del impuesto a los cereales, que dañó la economía rural. Irónicamente, muchos políticos de derecha que ahora estaban del lado de la izquierda eran del Norte. A partir de ese momento, la derecha cayó en la oposición y se nombró como nuevo primer ministro a Agostino Depretis, líder de la izquierda.

### Oposición constitucional

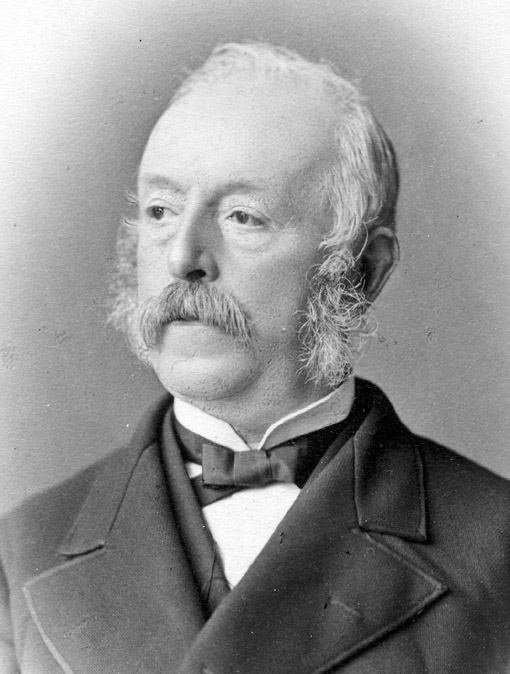
Marco Minghetti

Tras la caída de Minghetti, la derecha vio progresivamente escisiones y se disolvió. El 8 de octubre de 1882, unas semanas antes de las elecciones generales, Depretis proclamó que cualquiera que estuviera dispuesto a convertirse en progresista sería aceptado en su gobierno. Sorprendentemente, Minghetti estuvo de acuerdo con esto, lo que provocó que varios individuos de la derecha se unieran a la izquierda. Después de este hecho, el resto de la derecha anticomedida se denominó "Partido Liberal Constitucional" u "Oposición constitucional" encabezada por el exministro de Hacienda Quintino Sella y el ministro del Interior Antonio Starabba, marqués de Rudinì. Los Constitucionales no eran un partido estructurado y organizado, pero simplemente una coalición de conservadores del norte y del sur como Sidney Sonnino, Luigi Luzzatti y Pasquale Villari, que rechazaron el oportunismo percibido y las políticas proteccionistas de Depretis.
Después de diez años en la oposición, los Constitucionales obtuvieron la mayoría gracias a un acuerdo con el disidente de izquierda Giovanni Nicotera y el radical Felice Cavallotti y Rudinì fue encargado de formar un nuevo gobierno en sustitución de Francesco Crispi. Durante su breve gobierno, derrocado después de un año, Rudinì trabajó para reducir el gasto público, limitar el creciente sentimiento imperialista y mantener a Italia alineada con la Triple Alianza. Rudinì fue llamado a su cargo después de la caída política de Crispi, tras la derrota en la Primera Guerra Italo-Etíope. Durante este segundo mandato, Rudinì trabajó para reprimir a los fasci sicilianos, una poderosa protesta socialista en ascenso en Sicilia, pero también a varios grupos nacionalistas. Después de dos años, Rudinì fue destituido de su cargo después de su impopular cese de Kassala en el Reino Unido. Políticos constitucionales como Luzzatti y Sonnino formaron más tarde sus propios gobiernos, pero fueron cortos y fueron debilitados por el recién nacido Partido Socialista Italiano y los primeros partidos políticos organizados. La conciencia de eso obligó a los Constitucionales a unirse a la Unión Liberal en 1913, una alianza política entre varios políticos liberales, muchos de los cuales anteriormente se oponían entre sí.

## Resultados electorales
| Cámara de Diputados |               |      |         |     |                    |
| Año electoral       | Votos         | %    | Escaños | +/– | Líder              |
| 1861                | 110.400 (1.º) | 46,1 | 342/443 | –   | Camillo Benso      |
| 1865                | 114.208 (1.º) | 41,2 | 183/443 | 159 | Alfonso La Marmora |
| 1867                | 84.685 (2.º)  | 39,2 | 151/493 | 32  | Bettino Ricasoli   |
| 1870                | 110.525 (1.º) | 37,2 | 233/508 | 82  | Giovanni Lanza     |
| 1874                | 156.784 (1.º) | 53,6 | 276/508 | 43  | Marco Minghetti    |
| 1876                | 97.726 (2.º)  | 28,2 | 94/508  | 182 | Marco Minghetti    |
| 1880                | 135.797 (2.º) | 37,9 | 171/508 | 77  | Marco Minghetti    |
| 1882                | 336.053 (2.º) | 28,9 | 147/508 | 24  | Marco Minghetti    |
| 1886                | 399.295 (2.º) | 27,9 | 145/508 | 2   | Silvio Spaventa    |
| 1890                | 138.854 (2.º) | 9,4  | 48/508  | 97  | Antonio Starabba   |
| 1892                | 310.043 (2.º) | 18,3 | 93/508  | 45  | Antonio Starabba   |
| 1895                | 266.146 (2.º) | 21,8 | 104/508 | 11  | Antonio Starabba   |
| 1897                | 241.966 (2.º) | 19,5 | 99/508  | 5   | Antonio Starabba   |
| 1900                | 271.698 (2.º) | 21,4 | 116/508 | 17  | Antonio Starabba   |
| 1904                | 212.584 (3.º) | 13,9 | 76/508  | 20  | Tommaso Tittoni    |
| 1909                | 108.029 (4.º) | 5,9  | 44/508  | 32  | Sidney Sonnino     |